# 細江敏矢
細江 敏矢（ほそえ としや、1991年6月8日 - ）は、岐阜県下呂市出身のサッカー選手。ポジションはMFまたはDF。

## 経歴
親の仕事の関係で、幼少の頃マレーシアに移住。高校卒業までクアラルンプールにて過ごす。幼稚園の頃から夢はサッカー選手だった。高校は、クアラルンプールにあるアメリカ系のインターナショナルスクールへ進学。在校中、アジアのアメリカンインターナショナルスクール全校が参加する大きい大会にて、中心メンバーとして2度の優勝。
高校1年生の夏に、マレーシアにあるインターナショナルスクールの選抜選手を集めた、ユースサッカーチーム「KLYS」に招集される。「KLYS」のスターティングメンバーとして、高校卒業までの3年間プレー。スウェーデンにて毎年開催される、「Gothia Cup」というユースのワールドカップでは、初年度ベスト8、次年度ベスト16の好成績を残した。更に、アメリカにて開催された、Disney Cup International Youth Soccer Tournament にて優勝した。
高校を卒業後、サッカーの道を選択し、単身オーストラリアのメルボルンに渡り、1年間ポート・メルボルンSCという、セミプロリーグのクラブにてプレーをする。その後、2012年にフィリピン・ユナイテッド・フットボールリーグ（1部）のカヤFCに入団。背番号は6番。翌シーズンは26番。
2014年7月、もっとサッカーでアジアを周りたいという気持ちを胸にスリランカへ旅立ち、スリランカ・チャンピオンズリーグ（1部）のニューヤングスFCに入団。シーズン終了12月までプレーをし、19試合7得点の成績を残す。
2015年からモルディブ・リーグのマジヤS&RCに移籍。国際大会、AFCカップに中心メンバーとして6試合中5試合に出場。（1試合は体調不良で出場できず）。モルディブの契約終了後、Jリーグ（J２）からの契約の話があったが、契約前に膝前十字靭帯の大怪我を負い、契約の話は無かった事に。
手術後、クアラルンプールにて１年のリハビリ。
2017年、インドのトップリーグ、ミネルヴァ・パンジャーブFCと契約。シーズンを通してコンスタントに出場を重ね、リーグ優勝に貢献。
２０１８年、引退を決意しマレーシア、クアラルンプールにて、インターナショナルアカデミーでもコーチとして指導しながら、日本人サッカースクールも開校。

## 所属クラブ
- 2010 - 2011  ポート・メルボルンSC（英語版）
- 2012 - 2014  カヤFC
- 2014.8 - 2014.12  ニューヤングスFC
- 2015 - 2017  マジヤS&RC
- 2017 ミネルヴァ・パンジャーブFC